# Tamarin
Tamarin — открытая виртуальная машина с JIT-компилятором, предназначенная для реализации языка ECMAScript 4-й редакции (ES4). Она была создана на основе ActionScript Virtual Machine 2 (AVM2), разработанной компанией Adobe Systems. Открытый исходный код AVM2 был безвозмездно передан Mozilla Foundation 7 ноября 2006 года. На этой основе, при поддержке сообщества Mozilla, была разработана Tamarin с поддержкой движков JavaScript и ActionScript. Она создавалась с целью унификации скриптовых языков для различных веб-браузеров и платформы Adobe Flash.